# Pothranjenost
Neishranjenost ili pothranjenost je naziv kronični nedostatak ili neravnotežu hranjivih tvari u nečijoj redovnoj prehrani. 
Neishranjenost može u ostaviti trajne posljedice na razvoj djeteta (kretenizam), odnosno kod odraslog čovjeka izazvati cijeli niz bolesti od kojih je najpoznatiji skorbut, izazvan nedovoljnom količinom vitamina C.